# Annandale-Little Pond-Howe Bay
Annandale-Little Pond-Howe Bay est un village dans le comté de Kings de l'Île-du-Prince-Édouard au sud-ouest de Souris.